# Gela Point
Gela Point är en udde i Antarktis. Den ligger i Sydshetlandsöarna. Argentina, Chile och Storbritannien gör anspråk på området.
Terrängen inåt land är varierad. Havet är nära Gela Point åt sydost.  Trakten är glest befolkad. Närmaste befolkade plats är St. Kliment Ohridski Base, 13,6 kilometer nordväst om Gela Point. 